# Pietroasele
Pietroasele – wieś w Rumunii, w okręgu Buzău, w gminie Pietroasele. W 2011 roku liczyła 1444 mieszkańców.